# Reichsbrücke
Le Reichsbrücke (en français : Pont impérial) est un pont important situé à Vienne, capitale de l'Autriche. Franchissant le Danube, il relie la place Mexikoplatz (en), située à Leopoldstadt, à l'île Donauinsel située à Donaustadt. Le pont, quotidiennement emprunté par 50 000 véhicules, comporte six voies de circulation, des voies du métro de Vienne, deux trottoirs, deux pistes cyclables et deux tunnels utilitaires.

## Histoire
Le premier pont à être construit sur le site de l'actuel Reichsbrücke est édifié en 1872-1876 sous le nom de Kronprinz-Rudolph-Brücke (pont du prince héritier Rudolf), avant la régulation du cours Danube à Vienne. Un treillis de poutrelles composait ce pont en arc qui enjambait les plaines inondables de chaque côté. Inauguré le 21 août 1876, son nom est changé en Reichsbrücke en 1919 après que l'Autriche est devenue une république.
Afin de réduire le niveau de chômage dans les années 1930, on lance le projet d'un pont suspendu sur des plans des architectes Siegfried Theiß et Hans Jaksch, la direction artistique étant confiée à Clemens Holzmeister. Les piliers de l'ancien pont sont prolongés vers l'aval et l'ouvrage est décalé de 26 mètres. Le nouveau pont suit ainsi le tracé de l'ancien, sans perturbation durable de la circulation. Construit entre 1934 et 1937, il comporte quatre voies de circulation, deux lignes de tramway et des trottoirs de part et d'autre. Il est inauguré le 10 octobre 1937 par le cardinal Innitzer et le président Wilhelm Miklas.
Pendant la Seconde Guerre mondiale, le Reichsbrücke est le seul pont de Vienne sur le Danube à ne pas subir de dommages importants. Les troupes soviétiques arrivent à temps pour empêcher la Wehrmacht de le détruire, et en conséquence, le renomment Brücke der Roten Armee. Il est rénové entre 1948 et 1952. En 1948, il sert de décor au film Le Troisième Homme.

### Effondrement

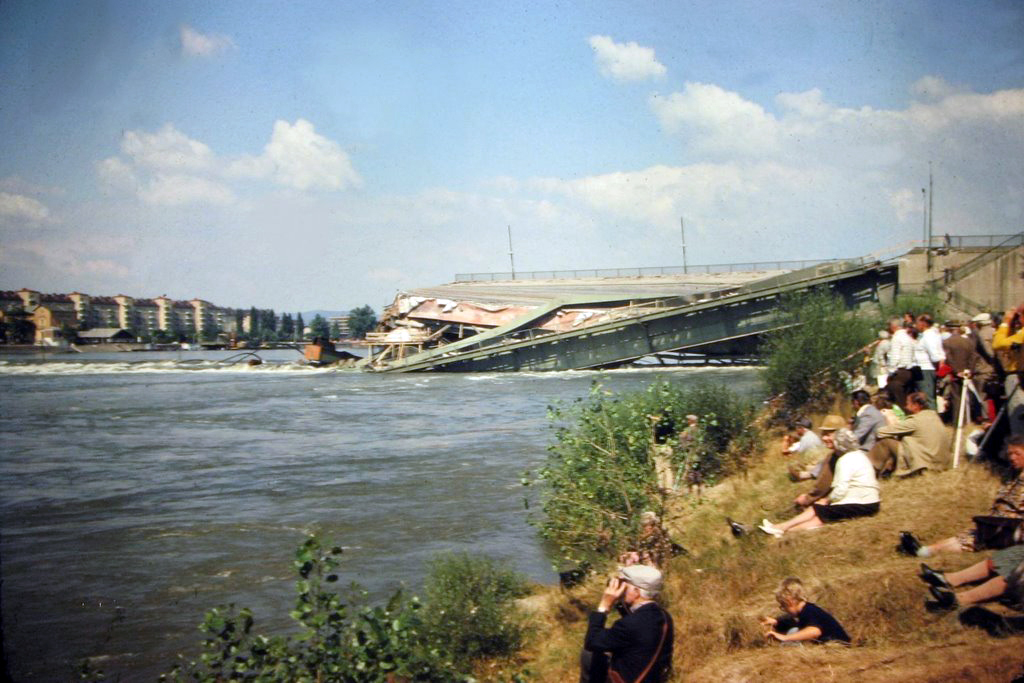
Touristes après l'effondrement de 1976.

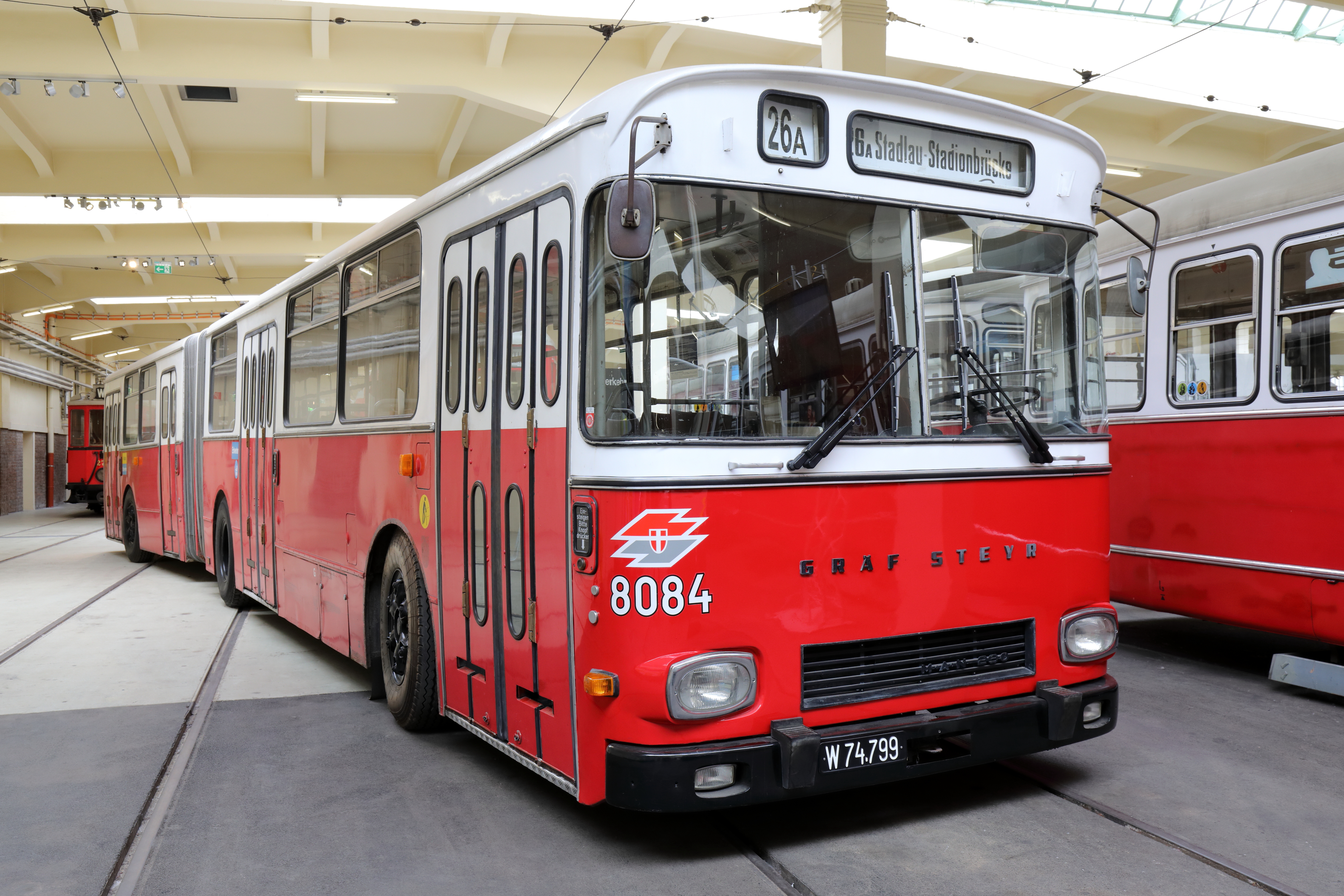
Le bus sauvé de l'effondrement exposé au musée des transports Remise

Le 1er août 1976, peu avant 05h00, le pont s'effondre, causant un mort. La cause principale de l'effondrement est une défaillance structurelle de l'appareil d'appui, qui n'a pas été repérée lors de l'inspection en raison du manteau de granit massif qui l'entourait. Un camion est détruit et plusieurs navires endommagés. Le conducteur d'un bus circulant à vide a pu s'échapper, son bus a pu être récupéré et utilisé jusqu'en 1989 ; il est visible au musée des transports de Vienne. La navigation est alors détournée sur le canal du Danube. Deux ponts supplémentaires sont construits à la hâte pour transférer le trafic et les tramways, et restent utilisés pendant quatre ans.

### Pont actuel
Un concours international est lancé pour la conception du nouveau pont et est remporté par le projet Johann Nestroy, du nom du dramaturge autrichien. La construction débute en 1978 et le pont est inauguré le 8 novembre 1980 par le conseiller municipal Heinz Nittel, sous le nom de Johann-Nestroy-Brücke, un nom qui ne s'est pas imposé.
Le réseau du métro viennois est acheminé sur le Reichsbrücke pour la première fois le 3 septembre 1982, après des tests approfondis.
En 2003, les alentours du pont sont rénovés, ainsi que l'éclairage, les trottoirs et pistes cyclables sont élargis. La largeur des voies est augmentée en réduisant la le terre-plein central et en supprimant les trottoirs de secours.
Le samedi 9 juillet 2005 et célébré le 25e anniversaire de la construction du Reichsbrücke, dont la restauration est achevée. L'enrobé est traité avec un revêtement anti-bruit et trois nouveaux arrêts de bus de nuit sont installés.